# Grabljivci (strip)
Grabljivci je strip epizoda Dilana Doga objavljena premijerno u Srbiji u svesci #216. u izdanju Veselog četvrtka. Na kioscima se pojavila 29. avgusta 2024. Koštala je 450 dinara (3,8 €; 4,1 $). Imala je 94 strane.

## Originalna epizoda
Originalna epizoda pod nazivom I predatori objavljena je premijerno u #425. regularne edicije Dilana Doga u Italiji u izdanju Bonelija. Izašla je 29.1.2022. Koštala je 4,9 €. Scenario je napisala Gabrijela Kontu, a nacrtao Danijele Kaluri. Naslovnu stranu su nacrtali braća Đanluka i Raul Čestaro.

## Kratak sadržaj
Dilana posećuje klijent koji se predstavlja kao Abdel Ouata, poreklom sa Obale Slonovače. Kaže da ga progone duhovi, tj. ljudi koji su umrli. Dilanu je ispričao da je pobegao iz Obale Slonovače tokom Građanskog rata (2002-2011) i da je pomagao mnogim ljudima da napuste Obalu Slonovače. Dilan kreće u istragu. Razgovara sa ljudima koji su takođe pobegli iz Obale Slonovače i uspeva da pronađe nekoliko njih koji mu objašnjavaju da Abdel verovatno nije osoba koja se predstavlja. Njegovo pravo ime je Salo Montalo, a nadimak mu je bio Komarac. Dilan se susreće sa Abdelom, koji priznaje da je uzimao novac kako bi spasio ljude iz Obale Slonovače, ali da je u jednom trenutku, kada je 2009. godine brod sa izbeglicama pod nazivom “Dezire” trebao da isplovi, uzeo novac dvaput - od onih koji su želeli da pobegnu i od onih koji nisu želeli da taj brod dođe u neku zapadnu zemlju, poput Velike Britanije. Na kraju, Abdel se suočava sa ljudima koji su preživeli iz tog broda.

## Građanski rat u Obali slonovače
Građanski rat u Obali Slonovače počeo je 2002. godine zbog političkih i etničkih tenzija. Sukobi su izbili između predsednika Laurenta Gbagboa i pobunjenika iz severnih delova zemlje, koji su se protivili Gbagboovoj vladi i optuživali je za diskriminaciju. Prvi deo rata završio je u martu 2007. godine potpisivanjem mirovnog sporazuma. Drugi deo počeo je 2010. godine nakon predsedničkih izbora, kada je Laurent Gbagbo odbio da prizna pobedu Alassane Ouattare. Sukobi su okončani u aprilu 2011. godine, kada su snage Ouattarea pobedile Gbagboa, uz podršku međunarodne zajednice.

## Prethodna i naredna sveska
Prethodna sveska regularne edicije nosila je naslov Kendiveb (#215), a naredna Smrt u igri (#217).
Pogledati: Dilan Dog (spisak epizoda)